# Rosa Zaragoza i Lluch
Rosa Zaragoza i Lluch (Barcelona, 23 de març de 1958), cantant i musicòloga, està especialitzada en música sefardita i folklore tradicional de les cultures antigues d'Espanya (sefardita, andalusí i cristiana). Resideix a Barcelona.

## Trajectòria artística
La seva vida professional musical va començar el 1984 amb un primer disc on recuperava, després de segles d'oblit, les úniques cançons judeocatalanes conegudes que existien. Aquest esdeveniment va provocar cert interès internacional que la va portar a una gira internacional per tot Israel, Nova York i Europa. Després d'aquest èxit inicial, va començar a treballar en temes de les tres cultures de la península Ibèrica: jueva, musulmana i cristiana, així com en cançons espirituals de les tres religions.
Ha destacat el seu interès de recuperació de les arrels i la cultura mediterrànies. Participa en festivals de música mediterrània, world music i músiques sagrades a Europa, Orient Pròxim, Magrib, etcètera. També ha dirigit els Festivals de Músiques Místiques de Barcelona els anys 2000 i 2001 i València en 2001. Els seus interessos han evolucionat de forma molt diversa, des de discos dedicats a nens, fins al tantrisme i la mística eròtica.

## Discografia
Ha publicat els següents discos:
- 1984 - Canciones sefardís
- 1986 - Canciones de bodas de los judíos catalanes
- 1987 - Canciones de cuna del Mediterráneo
- 1989 - Les nenes bones van al cel, les dolentes a tot arreu
- 1990 - Galaneta mà. Cançons per cantar amb el nen a la falda.
- 1992 - Canciones de judíos, cristianos y musulmanes
- 1994 - El espíritu de Al-Andalus
- 1997 - Delicias zíngaras
- 1998 - Mujeres del 36
- 2000 - Erótica mística
- 2003 - Matria. Canciones de Sefarad, Al'Andalus i Catalunya
- 2005 - Nacer, renacer
- 2006 - Per al meu amic... Serrat. Participació en el triple CD d'homenatge a Joan Manuel Serrat —Res no és mesquí.
- 2007 - Terra de jueus
- 2008 - La danza del alma
- 2011 - A la luz de la risa de las mujeres
- 2014 - Cuando se caen las alas del corazón